# カワラニガナ
カワラニガナ（河原苦菜、学名：Ixeris tamagawaensis）は、キク科ニガナ属の多年草。

## 特徴
茎の高さは10-30cmになる。葉は線形または線状披針形で、長さ8-15cm、幅3-5mm、ふつう全縁であるが、粗い鋸歯状を呈するものもある。花期は5-8月で、直径15-20mmになる淡黄色の頭花を1株に10数個つける。冠毛は白色。

## 分布と生育環境
本州の中部地方以北に分布し、河原の礫地や砂地などに生育し、しばしば大株となり群生する。学名の種小名 tamagawaensis は多摩川に由来する。

## 保全状況評価
準絶滅危惧（NT）（環境省レッドリスト）
2007年8月レッドリスト。以前の環境省レッドデータブックでは絶滅危惧II類 (VU)

## ギャラリー
- 頭花
- 冠毛
- 葉